# Neil Wilson
Pour les articles homonymes, voir Wilson.
Neil Wilson (né le 26 juin 1978 à Belfast en Irlande du Nord), est un patineur artistique britannique. Il a été triple champion de Grande-Bretagne en 1997, 2000 et 2003.
Il est célèbre au Royaume-Uni pour ses pirouettes. En 1997, il a notamment réalisé une pirouette de 60 rotations pour la télévision britannique!

## Biographie

### Carrière sportive
Neil Wilson a obtenu trois titres de champion de Grande-Bretagne en 1997, 2000 et 2003. Pour son premier titre national en 1997, il réussit à battre Steven Cousins, le champion britannique de l'époque.
Sur le plan international, il a représenté son pays à quatre championnats d'Europe et quatre championnats du monde. Son meilleur résultat européen est une 13e place aux championnats d'Europe de janvier 1999 à Prague. Son meilleur classement mondial est une 20e position aux championnats du monde de mars 1996 à Edmonton.
Après les championnats du monde de 2004 à Dortmund, il décide d'arrêter sa carrière amateur.

### Reconversion
Neil Wilson est maintenant entraîneur et chorégraphe au "British Columbia Centre of Excellence" à Burnaby en Colombie-Britannique.

## Palmarès
| Compétition                     | 1995    | 1996    | 1997    | 1998    | 1999    | 2000    | 2001    | 2002    | 2003    | 2004    |  |  |  |  |
| Jeux olympiques d'hiver         |         |         |         |         |         |         |         |         |         |         |  |  |  |  |
| Championnats du monde           |         | 20e     |         |         | 33e     |         | 26e     |         |         | 23e     |  |  |  |  |
| Championnats d’Europe           |         | 16e     | 15e     |         | 13e     |         |         |         | 14e     |         |  |  |  |  |
| Championnats de Grande-Bretagne |         | 2e      | 1er     | 2e      | F       | 1er     | 2e      | F       | 1er     | 2e      |  |  |  |  |
| Championnats du monde juniors   | 12e     | 10e     | 6e      |         |         |         |         |         |         |         |  |  |  |  |
|                                 |         |         |         |         |         |         |         |         |         |         |  |  |  |  |
| Grand Prix ISU                  | 1994/95 | 1995/96 | 1996/97 | 1997/98 | 1998/99 | 1999/00 | 2000/01 | 2001/02 | 2002/03 | 2003/04 |  |  |  |  |
| Skate Canada                    |         |         |         | 9e      |         | 11e     |         |         |         |         |  |  |  |  |
| Légende : F= Forfait            |         |         |         |         |         |         |         |         |         |         |  |  |  |  |